# 土库曼斯坦电视塔
土库曼斯坦电视塔，一译阿什哈巴德电视塔，是一座位于土库曼斯坦首都阿什哈巴德的電波塔，由该国国家电视台负责管理。

## 历史
土库曼斯坦电视塔由土耳其建筑公司波里梅克在2008年兴建，并在2011年土库曼斯坦独立20周年前夕落成，时任土库曼斯坦总统库尔班古力·别尔德穆哈梅多夫出席了电波塔的启用仪式。该电波塔上有以烏古斯可汗为名的星状建筑物烏古斯可汗之眼，在电波塔落成当年就被吉尼斯世界纪录评为世界上最大的星形建筑。

## 配置
土库曼斯坦电视塔建在首都阿什哈巴德西南隅科佩特山脈上，海拔超过1,000公尺，电波塔上的星状建筑物烏古斯可汗之眼反射的阳光可直达卡拉庫姆沙漠。土库曼斯坦电视塔由土库曼斯坦政府出于發射電視訊號之需要而興建，自2011年落成后，土库曼斯坦电视、广播和国家电影委员会下属的所有电视频道及广播电台均通过该电波塔发射信号。